# Eurokloon
Een Eurokloon is een internationale hulptaal, waarvan de woordenschat geheel is afgeleid van die van bestaande Europese talen. Soms betreft het een mengvorm van Germaanse en Romaanse talen, maar in de meeste gevallen zijn de woorden vrijwel uitsluitend van Romaanse oorsprong. Als gevolg hiervan lijken deze talen onderling zodanig sterk op elkaar, dat zij door de leek nauwelijks van elkaar zijn te onderscheiden.
Het woord eurokloon heeft een enigszins pejoratieve bijklank en wordt daarom vooral gebruikt door critici van dergelijke talen. De naam suggereert, dat het slechts "klonen" zijn van natuurlijke talen, en dat de makers ervan worden geleid door eurocentrisme. Zo omschreef Kenneth Searight, de auteur van het Sona, deze talen als een "monotone serie van hybride Teuto-Romaanse talen die eruitzien als een soort nep-Latijn bestrooid met fout gespeld Engels en Duits".
Euroklonen waarvan de woordenschat overwegend Romaans van karakter is, worden ook wel esperantido's genoemd, al moet worden opgemerkt dat deze laatste term per definitie slechts van toepassing is op talen die direct zijn afgeleid van, of geïnspireerd door, het Esperanto. In de meeste gevallen zijn deze talen ontstaan als reactie op vermeende zwakke plekken in het Esperanto. Nog steeds komen er jaarlijks tientallen van deze talen bij.
Bekende voorbeelden van euroklonen zijn, naast het Esperanto zelf: Comunleng, Europanto (dat door velen als een parodie op een eurokloon wordt beschouwd), Folkspraak, Glosa, Ido, Interlingua, Latino sine Flexione, Lingua Franca Nova, Mondlango, Novial, Occidental (Interlingue), Romanica en Volapük. Sommige van deze, met name het Interlingua, staan zeer dicht bij hun oorspronkelijke voorbeelden; andere hebben door moedwillige vervormingen een veel minder uitgesproken eurocentrisch karakter, zoals het Volapük.